# Blå ögon
Blå ögon är en svensk TV-serie från 2014 bestående av tio avsnitt. Serien, som är en politisk dramaserie, hade premiär den 30 november och visades i SVT1. I produktionsstadiet var serien känd som Ögon blå. Konceptet skrevs av Jörgen Hjerdt och Petra Revenue. Manuset skrevs av Alex Haridi, Antonia Pyk och Björn Paqualin och för regin står Fredrik Edfeldt, Emiliano Goessens och Henrik Georgsson. Fläskkvartetten har gjort musiken till serien.

## Handling
Valrörelsen pågår för fullt. När justitieministerns stabschef Sarah Farzin plötsligt försvinner, får Elin Hammar axla ansvaret. Men när hon försöker ta reda på vad som hänt möts hon av motstånd, och dras in i en konspiratorisk härva. Det politiska landskapet ser också ut att förändras, i och med det nya Trygghetspartiets förmodade framgång i valet. Det regerande Samlingspartiet har svårighet att förhålla sig till det nya partiet. Extremistgruppen Veritas börjar samtidigt synkronisera attacker mot enligt dem oönskade svenska medborgare.

## Granskningsnämnden friade produktionen
Serien anmäldes till Granskningsnämnden där anmälaren menade att SVT genom serien bröt mot sin objektivitet. Anmälaren menade att seriens främlingsfientliga parti var för likt Sverigedemokraterna och att serien partiet framställde Sverigedemokraterna som ett hot mot demokratin. Serien anmäldes även för rasistiska uttryck i serien och påstådd varumärkesexponering. Granskningsnämnden beslutade att fria produktionen på samtliga punkter.

## Rollista i urval
| Louise Peterhoff      | – Elin Hammar                                      |
| Linus Wahlgren        | – Max Åhman                                        |
| Sven Nordin           | – Gunnar Elvestad, justitieminister                |
| Daniel Larsson        | – Ludwig Biehlers, statsrådsberedningens stabschef |
| Cecilia Frode         | – Rebecka Lundström                                |
| Niklas Hjulström      | – Statsministern                                   |
| Karin Franz Körlof    | – Sofia Nilsson                                    |
| David Lindström       | – Simon Nilsson                                    |
| Anna Bjelkerud        | – Annika Nilsson                                   |
| Adam Lundgren         | – Mattias Cedergren                                |
| Erik Johansson        | – Gustav Åkerlund                                  |
| Christopher Wagelin   | – Henrik Granström                                 |
| Christoffer Nordenrot | – Niklas                                           |
| Kjell Wilhelmsen      | – Olle Nordlöf, Trygghetspartiet                   |